# رولز-رویس آربی۱۴۵
رولز-رویس آربی۱۴۵ (به انگلیسی: Rolls-Royce RB145) یک موتور هواگرد ساختِ کارخانهٔ رولز-رویس لیمیتد در کشور بریتانیا است.